# Dodanovići
Dodanovići (cyr. Додановићи) – wieś w Bośni i Hercegowinie, w Republice Serbskiej, w mieście Trebinje. W 2013 roku liczyła 10 mieszkańców.